# SN 2012AW
SN 2012AW je tip IIp supernova otkrivena u noći 16. ožujka 2012. godine u galaksiji Messier 95. Supernovu je otkrio Paolo Fagotti iz Italije s teleskopom promjera 0.5m dok je imala sjaj od +15 magnituda u crvenom dijelu spektra. Naknadnom provjerom podataka otkriveno je da je supernova prvi put zabilježena u noći 13. ožujka 2012. kada je imala sjaj od +19.5 magnituda. Supernova je dosegla maksimalni sjaj 26. ožujka 2012. kada je sjajila magnitudom +13.2.
Pregledavanjem starih snimki svemirskog teleskopa Hubble otkrivena je zvijezda koja je eksplodirala u supernovu. Radi se o crvenom divu čiji je prividni sjaj iznosio +26.7 magnituda u vidljivom dijelu spektra i +23.4 u infracrvenom dijelu spektra. Poznavajući udaljenost galaksije M 95 izračunato je da je apsolutni sjaj zvijezde iznosio -3.3 magnitude u vizualnom dijelu spektra (oko 1700 puta sjajnija od Sunca). Iz tih podataka procijenilo se da je masa zvijezde koja je eksplodirala oko 8 puta veća od mase Sunca.

## Vanjske poveznice
- Fotografija supernove na Flickr-u
- Fotografija supernove Gordana Bartolića
- Fotografija supernove Daga Oršića